# Nyabigugu (vattendrag i Burundi, Muyinga)
Nyabigugu är ett vattendrag i Burundi.   Det ligger i provinsen Muyinga, i den centrala delen av landet, 110 km öster om huvudstaden Bujumbura.
Omgivningarna runt Nyabigugu är en mosaik av jordbruksmark och naturlig växtlighet. Runt Nyabigugu är det ganska tätbefolkat, med 179 invånare per kvadratkilometer.